# Sydamerikanska mästerskapet i volleyboll för damer 2019
Sydamerikanska mästerskapet 2021 utspelade sig mellan 28 augusti och 1 september 2019 i Cajamarca, Peru. Det var den 33:e upplagan av tävlingen och åtta damlandslag från CSV:s medlemsförbund deltog. Brasilien vann tävlingen för 21:e gången totalt och 1e:e gången i rad.. Matcherna spelades i Coliseo Gran Qhapac Ñan, en arena med 8 000 åskådarplatser. Lorenne Teixeira, Brasilien, utsågs till mest värdefulla spelare.

## Regelverk
Tävlingen genomfördes i två omgångar.
- I den första omgången delades lagen upp i två grupper om fyra lag, där alla lag mötte alla lag i sin grupp.
- I den andra omgången gick de två första lagen i varje grupp vidare till cupspel om de fyra första platserna, medan de två sista lagen gick vidare till cupspel om de fyra sista platserna.

### Metod för att bestämma tabellplacering
Tävlingen genomfördes genom ett seriespel där alla lag mötte alla. Lagens slutplacering bestämdes av i tur och ordning:
- Antal vunna matcher
- Poäng
- Kvot vunna / förlorade set
- Kvot vunna / förlorade bollpoäng.
- Inbördes möte

Som vanligt i modern volleyboll tilldelades det förlorande laget 3 poäng och det förlorande laget 0 poäng om slutresultatet blev 3-0 eller 3-1 och om slutresultatet blev 3-2 tilldelades det vinnande laget istället 2 poäng och det förlorande laget 1 poäng.

## Deltagande lag
| Lag       | Deltog senast |
| --------- | ------------- |
| Argentina | Colombia 2017 |
| Bolivia   | Bolivia 2005  |
| Brasilien | Colombia 2017 |
| Colombia  | Colombia 2017 |
| Ecuador   | Peru 1977     |
| Peru      | Colombia 2017 |
| Uruguay   | Colombia 2015 |
| Venezuela | Colombia 2017 |

## Turneringen

### Gruppspelsfasen
| Grupp A   | Grupp B  |
| --------- | -------- |
| Argentina | Bolivia  |
| Brasilien | Colombia |
| Ecuador   | Peru     |
| Venezuela | Uruguay  |

#### Grupp A

##### Resultat
| 28 augusti 2019 Coliseo Gran Qhapac Ñan, Cajamarca Speltid: - Åskådare: | Brasilien | 3 - 0 | Ecuador   | 25-8, 25-9, 25-10                |
| 28 augusti 2019 Coliseo Gran Qhapac Ñan, Cajamarca Speltid: - Åskådare: | Argentina | 3 - 0 | Venezuela | 25-16, 25-13, 25-22              |
| 29 augusti 2019 Coliseo Gran Qhapac Ñan, Cajamarca Speltid: - Åskådare: | Argentina | 3 - 0 | Ecuador   | 25-16, 25-15, 25-13              |
| 29 augusti 2019 Coliseo Gran Qhapac Ñan, Cajamarca Speltid: - Åskådare: | Brasilien | 3 - 0 | Venezuela | 25-10, 25-16, 25-11              |
| 30 augusti 2019 Coliseo Gran Qhapac Ñan, Cajamarca Speltid: - Åskådare: | Venezuela | 3 - 2 | Ecuador   | 25-19, 23-25, 25-18, 21-25, 15-5 |
| 30 augusti 2019 Coliseo Gran Qhapac Ñan, Cajamarca Speltid: - Åskådare: | Brasilien | 3 - 1 | Argentina | 23-25, 25-19, 25-16, 25-11       |

##### Sluttabell
| Pos. | Lag       | Pt | M | V | F | SV | SF | Kvot  | PV  | PF  | Kvot  |
| ---- | --------- | -- | - | - | - | -- | -- | ----- | --- | --- | ----- |
| 1    | Brasilien | 9  | 3 | 3 | 0 | 9  | 1  | 9,000 | 248 | 135 | 1,837 |
| 2    | Argentina | 6  | 3 | 2 | 1 | 7  | 3  | 2,333 | 221 | 193 | 1,145 |
| 3    | Venezuela | 2  | 3 | 1 | 2 | 3  | 8  | 0,375 | 197 | 242 | 0,814 |
| 4    | Ecuador   | 1  | 3 | 0 | 3 | 2  | 9  | 0,222 | 163 | 259 | 0,629 |

#### Grupp B

##### Resultat
| 28 augusti 2019 Coliseo Gran Qhapac Ñan, Cajamarca Speltid: ? - Åskådare: ? | Colombia | 3 - 0 | Uruguay  | 25-9, 25-8, 25-20                |
| 28 augusti 2019 Coliseo Gran Qhapac Ñan, Cajamarca Speltid: ? - Åskådare: ? | Peru     | 3 - 0 | Bolivia  | 25-12, 25-11, 25-11              |
| 29 augusti 2019 Coliseo Gran Qhapac Ñan, Cajamarca Speltid: ? - Åskådare: ? | Colombia | 3 - 0 | Bolivia  | 25-8, 25-6, 25-16                |
| 29 augusti 2019 Coliseo Gran Qhapac Ñan, Cajamarca Speltid: ? - Åskådare: ? | Peru     | 3 - 0 | Uruguay  | 25-14, 25-11, 25-16              |
| 30 augusti 2019 Coliseo Gran Qhapac Ñan, Cajamarca Speltid: ? - Åskådare: ? | Uruguay  | 1 - 3 | Bolivia  | 17-25, 15-25, 25-12, 22-25       |
| 30 augusti 2019 Coliseo Gran Qhapac Ñan, Cajamarca Speltid: ? - Åskådare: ? | Peru     | 2 - 3 | Colombia | 22-25, 25-23, 26-24, 13-25, 9-15 |

##### Sluttabell
| Pos. | Lag      | Pt | M | V | F | SV | SF | Kvot  | PV  | PF  | Kvot  |
| ---- | -------- | -- | - | - | - | -- | -- | ----- | --- | --- | ----- |
| 1    | Colombia | 8  | 3 | 3 | 0 | 9  | 2  | 4,500 | 262 | 162 | 1,617 |
| 2    | Peru     | 7  | 3 | 2 | 1 | 8  | 3  | 2,666 | 245 | 187 | 1,310 |
| 3    | Bolivia  | 3  | 3 | 1 | 2 | 3  | 7  | 0,428 | 151 | 229 | 0,659 |
| 4    | Uruguay  | 0  | 3 | 0 | 3 | 1  | 9  | 0,111 | 157 | 237 | 0,662 |

### Slutspelsfasen

#### Spel om plats 1-4
|  | Semifinaler | Semifinaler |          |           | Final               | Final               |  |
|  |             |             |          |           |                     |                     |  |
|  | Brasilien   | 3           |          |           |                     |                     |  |
|  | Brasilien   | 3           |          |           |                     |                     |  |
|  | Peru        | 0           |          |           |                     |                     |  |
|  | Peru        | 0           |          | Brasilien | 3                   |                     |  |
|  |             |             |          | Brasilien | 3                   |                     |  |
|  |             |             | Colombia | 0         |                     |                     |  |
|  | Colombia    | 3           | Colombia | 0         |                     |                     |  |
|  | Colombia    | 3           |          |           |                     |                     |  |
|  | Argentina   | 0           |          |           | Match om tredjepris | Match om tredjepris |  |
|  | Argentina   | 0           |          |           |                     |                     |  |
|  |             |             |          |           |                     |                     |  |
|  |             |             |          |           | Peru                | 3                   |  |
|  |             |             |          |           | Peru                | 3                   |  |
|  |             |             |          |           | Argentina           | 2                   |  |

##### Semifinaler
| 30 augusti 2019 Coliseo Gran Qhapac Ñan, Cajamarca Speltid: ? - Åskådare: ? | Colombia  | 3 - 0 | Argentina | 25-23, 25-21, 25-19 |
| 30 augusti 2019 Coliseo Gran Qhapac Ñan, Cajamarca Speltid: ? - Åskådare: ? | Brasilien | 3 - 0 | Peru      | 25-19, 25-18, 25-16 |

##### Match om tredjepris
| 1 september 2019 Coliseo Gran Qhapac Ñan, Cajamarca Speltid: ? - Åskådare: ? | Peru | 3 - 2 | Argentina | 25-19, 26-24, 17-25, 19-25, 16-14 |

##### Final
| 1 september 2019 Coliseo Gran Qhapac Ñan, Cajamarca Speltid: ? - Åskådare: ? | Brasilien | 3 - 0 | Colombia | 25-22, 25-23, 25-20 |

#### Spel om plats 5-8
|  | Matcher om plats 5-8 | Matcher om plats 5-8 |         |           | Match om femteplats  | Match om femteplats  |  |
|  |                      |                      |         |           |                      |                      |  |
|  | Bolivia              | 3                    |         |           |                      |                      |  |
|  | Bolivia              | 3                    |         |           |                      |                      |  |
|  | Ecuador              | 0                    |         |           |                      |                      |  |
|  | Ecuador              | 0                    |         | Venezuela | 3                    |                      |  |
|  |                      |                      |         | Venezuela | 3                    |                      |  |
|  |                      |                      | Bolivia | 0         |                      |                      |  |
|  | Venezuela            | 3                    | Bolivia | 0         |                      |                      |  |
|  | Venezuela            | 3                    |         |           |                      |                      |  |
|  | Uruguay              | 0                    |         |           | Match om sjundeplats | Match om sjundeplats |  |
|  | Uruguay              | 0                    |         |           |                      |                      |  |
|  |                      |                      |         |           |                      |                      |  |
|  |                      |                      |         |           | Ecuador              | 3                    |  |
|  |                      |                      |         |           | Ecuador              | 3                    |  |
|  |                      |                      |         |           | Uruguay              | 0                    |  |

##### Matcher om plats 5-8
| 30 augusti 2019 Coliseo Gran Qhapac Ñan, Cajamarca Speltid: ? - Åskådare: ? | Bolivia   | 3 - 0 | Ecuador | 25-22, 25-22, 25-23 |
| 30 augusti 2019 Coliseo Gran Qhapac Ñan, Cajamarca Speltid: ? - Åskådare: ? | Venezuela | 3 - 0 | Uruguay | 25-15, 25-9, 25-14  |

##### Match om femteplats
| 1 september 2019 Coliseo Gran Qhapac Ñan, Cajamarca Speltid: ? - Åskådare: ? | Venezuela | 3 - 0 | Bolivia | 25-23, 25-18, 25-22 |

##### Match om sjundeplats
| 1 september 2019 Coliseo Gran Qhapac Ñan, Cajamarca Speltid: ? - Åskådare: ? | Ecuador | 3 - 0 | Uruguay | 25-0, 25-0, 25-0 |

## Slutplaceringar
| Pos | Lag       | Turnering         |
| --- | --------- | ----------------- |
|     | Brasilien |                   |
|     | Colombia  | Kval till OS 2020 |
|     | Peru      | Kval till OS 2020 |
| 4   | Argentina | Kval till OS 2020 |
| 5   | Venezuela | Kval till OS 2020 |
| 6   | Bolivia   |                   |
| 7   | Ecuador   |                   |
| 7   | Uruguay   |                   |

## Individuella utmärkelser
| Utmärkelse              | Namn               | Lag       |
| ----------------------- | ------------------ | --------- |
| Mest värdefulla spelare | Lorenne Teixeira   | Brasilien |
| Bästa passare           | María Marín        | Colombia  |
| Bästa högerspiker       | Sol Piccolo        | Argentina |
| Bästa vänsterspiker     | Amanda Coneo       | Colombia  |
| Bästa vänsterspiker     | Karla Ortiz        | Peru      |
| Bästa center            | Mara Leão          | Brasilien |
| Bästa center            | Ana Beatriz Corrêa | Brasilien |
| Bästa libero            | Juliana Toro       | Colombia  |